# The Secret Life of Walter Mitty (2013)
The Secret Life of Walter Mitty is een Amerikaanse film uit 2013 van Ben Stiller, die tevens de titelrol speelt. De film is (zeer) losjes gebaseerd op het gelijknamige korte verhaal van James Thurber, dat overigens in 1947 ook al verfilmd werd, toen met Danny Kaye als Mitty.

## Verhaal
Walter Mitty beheert de fotonegatieven bij het tijdschrift Life. Hij is verlegen en maakt nooit wat mee, behalve in zijn vele dagdromen. Want daarin is hij een onverschrokken held die de meest fantastische avonturen beleeft. Walter is heimelijk verliefd op zijn vrouwelijke collega Cheryl Melhoff. Hij durft haar op het werk niet aan te spreken, dus probeert hij via de datingsite eHarmony met haar in contact te komen. Maar ook dit lukt niet, want - aldus de helpdeskmedewerker Todd - het profiel van Walter is nog niet volledig: Walter heeft zijn hobby's en reizen nog niet ingevuld. 
En dan komt de dag dat Life wordt overgenomen door een ander bedrijf. Life zal verdergaan als een online tijdschrift, en er zal flink gesnoeid worden in het personeelsbestand. Ook de baan van Walter staat op de tocht. Groot is dan ook zijn schrik als op een dag het negatief ontbreekt van de foto die op de voorkant van de allerlaatste editie van Life had moeten verschijnen. Walter weet niet of het negatief op het kantoor in New York is aangekomen, maar hij krijgt wel de schuld. De enige manier om aan ontslag te ontkomen, is op zoek gaan naar de fotograaf, Sean O'Connell, en hem om hulp te vragen. De fotograaf is een excentriekeling van de oude stempel, die niets moet hebben van moderne communicatiemiddelen zoals internet of een gsm. Echt makkelijk te bereiken zal hij dus niet zijn. Maar Walter trekt de stoute schoenen aan, en reist via Groenland naar IJsland en uiteindelijk naar Afghanistan om hem te zoeken. Wanneer Walter de fotograaf eindelijk heeft gevonden, vertelt die Walter dat hij het negatief in een vakje van de portemonnee heeft gedaan die de fotograaf hem enkele weken terug cadeau heeft gedaan. Hij heeft de portemonnee na terugkomst uit IJsland gedesillusioneerd weggegooid bij zijn moeder, maar zij heeft hem uit de prullenbak gehaald en geeft hem terug. Zonder te kijken wat erop staat brengt Walter het negatief naar het kantoor van Life, maar probeert niet daarmee zijn baan te redden, hij zegt de interim-directeur flink de waarheid over diens gebrek aan hart voor het bedrijf.
Enkele dagen later ziet hij zijn grote liefde Cheryl weer, wanneer ze beiden hun ontslagpremie ophalen. Hij nodigt haar uit voor een kop koffie, en samen lopen ze de stad in. Onderweg passeren ze een krantenkiosk. Beiden zijn ze verrast als ze de laatste editie van Life in de schappen van de kiosk zien staan: op de cover staat een foto van Walter, stiekem door Sean O'Connell genomen terwijl Walter buiten op de stoep bij zijn kantoor negatieven aan het bekijken is. Daarnaast staat de tekst dat deze editie van Life is opgedragen aan al die mensen die het tijdschrift al die tijd mogelijk maakten.

## Rolverdeling
| Acteur           | Personage                  | Opmerkingen                                   |
| ---------------- | -------------------------- | --------------------------------------------- |
| Ben Stiller      | Walter Mitty               | tevens regisseur van de film                  |
| Kristen Wiig     | Cheryl Melhoff             | vrouw op wie Mitty verliefd is                |
| Shirley MacLaine | Edna Mitty                 | Mitty's moeder                                |
| Adam Scott       | Ted Hendricks              | Mitty's baas                                  |
| Kathryn Hahn     | Odessa Mitty               | Mitty's zus                                   |
| Sean Penn        | Sean O'Connell             | fotojournalist                                |
| Patton Oswalt    | Todd Maher                 | medewerker klantenservice datingsite eHarmony |
| Joey Slotnick    | medewerker bejaardentehuis |                                               |
| Jon Daly         | Tim Naughton               |                                               |
| Conan O'Brien    | zichzelf                   |                                               |
| Andy Richter     | zichzelf                   |                                               |

## Productie
Producent Samuel Goldwyn jr., wiens vader de gelijknamige film uit 1947 produceerde, wilde al in de jaren 90 een remake maken, met Jim Carrey in de hoofdrol en Ron Howard als regisseur, die echter besloot om EDtv te gaan maken. In latere stadia werden onder meer Owen Wilson en Mike Myers overwogen voor de titelrol. Ook waren er problemen met de rechten; in 2002 won Goldwyn hierover een rechtszaak van New Line Cinema.
De film is voor een deel opgenomen op IJsland.

## Symboliek
Het archief waar Walter werkt bevat een enorme hoeveelheid foto’s van afgelegen bijzondere plekken. Deze staan symbool voor het leven dat hij eigenlijk zou willen leiden maar zich niet aan durft te wagen.
Het nummer Space Oddity van David Bowie speelt een speciale rol in de film. Walter wordt een paar keer, als hij weer eens staat te dagdromen, plagerig door Hendricks als Major Tom aangesproken met zinnetjes als Ground control to Major Tom. Cheryl vertelt aan Walter dat Hendricks er niks van snapt en dat het nummer niet gaat over dagdromen maar over moed en het betreden van het onbekende. Het nummer speelt opnieuw een rol op het moment dat Walter nog net op tijd in een helikopter springt om achter een boot aan te gaan. Hij fantaseert dan dat Cheryl Major Tom zingt.